# إيفا موزر
إيفا موزر (بالألمانية: Eva Moser)‏ هي مؤلفة نمساوية، ولدت في 26 يوليو 1982 في تامسفيغ ‏ في النمسا، وتوفيت في 31 مارس 2019 في غراتس في النمسا.

## وصلات خارجية
- إيفا موسر على موقع مباريات الشطرنج (الإنجليزية)
- إيفا موسر على موقع 365Chess.com (الإنجليزية)
- إيفا موسر على موقع Chesstempo.com (الإنجليزية)
- إيفا موسر سجل أولمبياد الشطرنج على موقع OlimpBase.org (الإنجليزية)
- إيفا موسر سجل أولمبياد الشطرنج للسيدات على موقع OlimpBase.org (الإنجليزية)